# Rio Negrinho
Rio Negrinho este un oraș în Santa Catarina (SC), Brazilia.